# 7. ceremonia wręczenia nagród Stowarzyszenia Nowojorskich Krytyków Filmowych
7. ceremonia wręczenia nagród Stowarzyszenia Nowojorskich Krytyków Filmowych – odbyła się w 1942. Ogłoszenie laureatów miało miejsce 31 grudnia 1941. Podczas gali wręczono nagrody w czterech kategoriach – dla najlepszego filmu, reżysera, aktora i aktorki – za rok 1941.

## Laureaci i nominowani
Opracowano na podstawie materiału źródłowego:

### Najlepszy film
- Obywatel Kane
- Zielona dolina
- Sierżant York

### Najlepszy reżyser
- John Ford – Zielona dolina
- Orson Welles – Obywatel Kane

### Najlepszy aktor
- Gary Cooper − Sierżant York
- Orson Welles – Obywatel Kane
- Cary Grant – Ich dziecko
- Robert Montgomery – Awantura w zaświatach

### Najlepsza aktorka
- Joan Fontaine – Podejrzenie
- Olivia de Havilland – Złote wrota
- Greta Garbo – Dwulicowa kobieta